# Remafer Reims
 (février 2025).
Remafer Reims ou RE.MA.FER, Société REmoise de MAtérie FERroviaire, était une entreprise française, basée à Reims, spécialisée dans la fabrication et la commercialisation de matériels et équipements ferroviaires. Elle était située 2 rue d’Alger à Reims.

## Historique

### Création
En 1941, la Stemi (Société de transports et manutention industriels) installe sur le site de Reims une usine d’entretien et de réparation de ses wagons à Reims.
En 1975, cette usine est rebaptisée Remafer.
Elle répare et construit des wagons, ainsi que des accessoires comme les injecteurs, graisseurs, soupapes ou boîtes d'essieux.
Le 23 juin 1993, l’entreprise Remafer opère une première fois un dépôt de bilan et est mise en mise en redressement judiciaire.
L'administrateur judiciaire Philippe Marie Gery et son collaborateur, Bernard Pelletier assureront le suivi du redressement judiciaire pendant deux ans.
Cette période de redressement est prolongée dans l'attente d'un repreneur.
Le 09 février 1995, l’entreprise est rachetée par Pascal Piel propriétaire des papeteries de Courlandon (Marne).
L'entreprise commence alors à négocier avec la banque Rivaud l'octroi d'un prêt de 20 millions de francs, destiné, selon son repreneur, à la fois à des investissements et au fonds de roulement.
En juillet 1996, Remafer décroche un contrat de 220 millions pour la livraison de 400 wagons du type Remafret à la société suisse AAE.
En 1996, la société Remafer fait partie des premières entreprises qui expérimentent, de manière défensive, le dispositif de la Loi ROBIEN de juin 1996, en aménageant le temps de travail avec des réductions du temps de travail de 39 à 32 heures par semaine avec comme contrepartie des embauches proportionnelles et des baisses de charge sociale.
Le Premier ministre de l’époque, Alain Juppé, s’était déplacé en octobre 1996, dans les locaux de ReMaFer à Reims pour y saluer l'un des premiers accords Robien signés en France.
Remafer représentait un symbole dans la métallurgie, pour avoir été dans sa branche la première entreprise française (en septembre 1996) à inaugurer la semaine de 32 heures sans perte de salaire.
Les élus locaux, ont fait de cette société, qui emploie 280 salariés, le porte-drapeau industriel de toute une région.
En mai 1997, la banque Rivaud débloque un prêt de 20 millions de francs sur décision de justice. Ce prêt était garanti à 50 % par la ville de Reims qui a pris une hypothèque de premier rang sur les onze hectares où était implantée l'entreprise.
Le 19 août 1997, le parquet de Reims, alerté par la situation de l'entreprise, saisit le tribunal de commerce.
La liquidation judiciaire est prononcée le 16 décembre 1997.
L'entreprise, dont le passif était estimé à près de 60 millions, a définitivement fermé ses portes fin décembre 1998, entraînant le licenciement de ses 280 salariés.
L'usine Rémafer a cessé son activité en 1999.

## Évolution du site de production
L'usine Rémafer  a cessé son activité en 1999. Le site avait une surface de 11 ha.
La société Swift s'en portée acquéreur du site pour 7,1 millions de francs, lors de la vente aux enchères faisant suite à la mise en liquidation judiciaire de Rémafer.
Le district rémois a de faire valoir son droit de préemption sur le site de 11 ha.